# Бекетово (Клинський район)
Бекетово (рос. Бекетово) — село Клинського району Московської області, входить до складу міського поселення Високовськ.
Станом на 2010 рік населення становило 45 чоловіка.
Російською — Бекетово.